# Fővárosi Közfejlesztések Tanácsa
A Fővárosi Közfejlesztések Tanácsa 2018. október 18-án létrehozott testület.
A Kormány, Budapest főpolgármesterének kezdeményezésére és javaslatát elfogadva, Budapest Főváros Önkormányzatával együttműködve, létrehozta a  Fővárosi Közfejlesztések Tanácsát és felkérte a főpolgármestert a tanács tevékenységében való közreműködésre.

## Feladatai
A  Tanács a  budapesti fejlesztéspolitika, valamint a  kiemelt budapesti közösségi fejlesztések tervezésének és megvalósításának összehangolásával, a  budapesti fejlesztéspolitika területén hozandó kormányzati és fővárosi önkormányzati döntések megalapozott előkészítésével, a kormányzati és a  fővárosi önkormányzati hatáskörben megvalósuló jelentős fővárosi fejlesztések és beruházások tekintetében a  Kormány és a  Fővárosi Önkormányzat közötti koordinációs tevékenységgel kapcsolatban javaslattevő, kezdeményező, döntés-előkészítő, koordináló feladatokat lát el; továbbá figyelemmel kíséri és nyomon követi ezen fejlesztések megvalósítását.

## Összetétele
A Tanács 10 tagból áll, akik közül 5 tag a Kormányt, 5 tag a Fővárosi Önkormányzatot képviseli.
Döntéseit egyhangúlag hozza, a  döntéshozatal során a  kormányoldalnak és a  fővárosi önkormányzati oldalnak egy-egy szavazata van, azzal, hogy szavazati jogot a Kormány nevében a miniszterelnök vagy az őt helyettesítő miniszter, a Fővárosi Önkormányzat nevében a főpolgármester gyakorolja.

## Vezetői
- a) A Tanács elnöke – a  kormányoldal tagjaként – a  miniszterelnök, akit akadályoztatása esetén a  Miniszterelnökséget vezető miniszter helyettesít,
- b) társelnöke – a fővárosi önkormányzati oldal tagjaként – a főpolgármester, aki a Tanács ülésein személyesen vesz részt, és nem helyettesíthető,
- c) ügyvezető alelnöke – a kormányoldal tagjaként – a Miniszterelnökség Budapest és a fővárosi agglomeráció fejlesztéséért felelős államtitkára, aki a Tanács ülésein személyesen vesz részt, és nem helyettesíthető.[5]

## A Tanács további tagjai
- a) a Kormány oldaláról:
  - aa) a  Miniszterelnökséget vezető miniszter, aki a  Tanács ülésein személyesen vesz részt, és nem helyettesíthető,
  - ab) a nemzeti vagyon kezeléséért felelős tárca nélküli miniszter,
  - ac) az innovációért és technológiáért felelős miniszter,
- b) a Fővárosi Önkormányzat oldaláról összesen négy fő:
  - ba) a főpolgármester által felkért egy vagy több főpolgármester-helyettes,
  - bb) a fővárosi közgyűlés polgármester tagjai közül a főpolgármester által felkért tag vagy tagok.[6]